# Geleitzug HX 107
Der Geleitzug HX 107 war ein alliierter Geleitzug der HX-Geleitzugserie zur Versorgung Großbritanniens im Zweiten Weltkrieg. Er fuhr am 3. Februar 1941 im kanadischen Halifax ab und traf am 28. Februar in Liverpool ein. Die Alliierten verloren durch deutsche U-Boote vier Frachtschiffe mit 28.771 BRT.

## Zusammensetzung und Sicherung

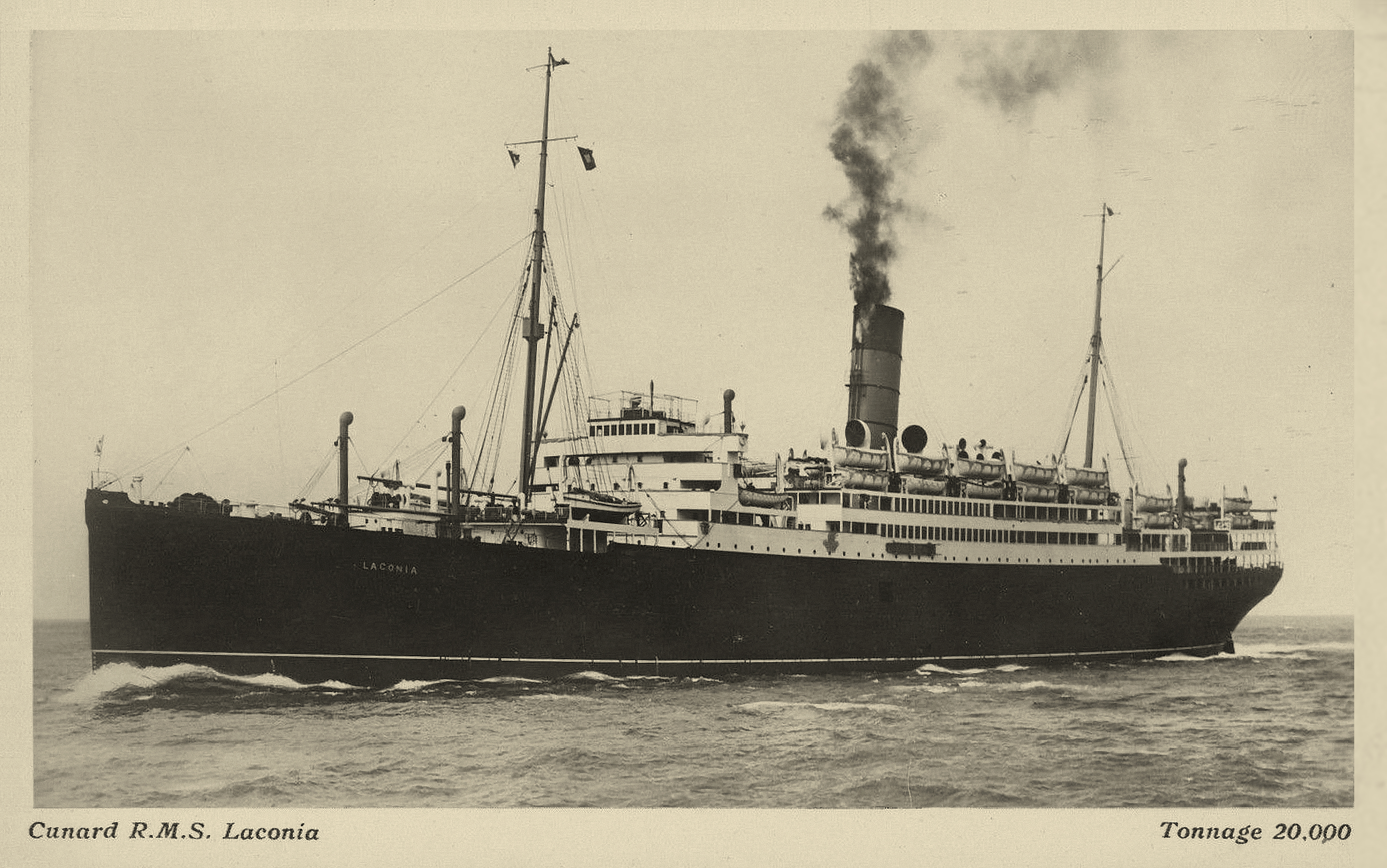
Hilfskreuzer Laconia

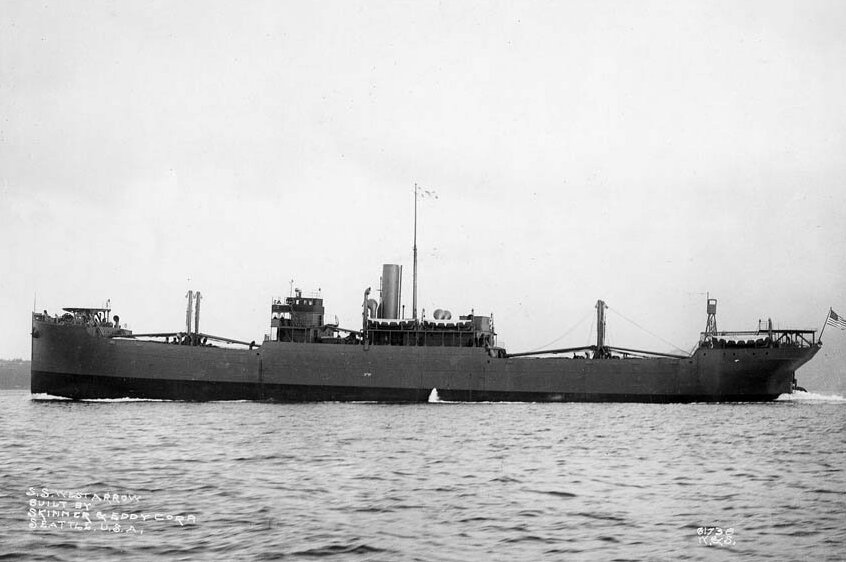
Frachter Black Osprey

Der Geleitzug HX 107 setzte sich aus 29 Frachtschiffen zusammen. Am 3. Februar 1941 verließen sie Halifax (Lage) in Richtung Liverpool (Lage). Kommodore des Konvois war Rear Admiral H H Rogers, der sich auf der Harmala eingeschifft hatte.  Beim Auslaufen  sicherten der britische Hilfskreuzer Laconia und die kanadischen Korvetten Mayflower und Snowberry. Die beiden Korvetten verließen das Geleit am Folgetag, so dass die Laconia  bis zum 17. Februar den Geleitzug allein schützte. Anschließend wurde sie im Bereich der Western Approaches abgelöst durch die britischen Zerstörer Arrow Sabre und Wanderer sowie die Korvette Hollyshock und die Sloop Nasturtium.
| Name              | Flagge                 | Vermessung in BRT | Verbleib                                 |
| ----------------- | ---------------------- | ----------------- | ---------------------------------------- |
| Ann Stathatos     | Griechenland           | 5.685             |                                          |
| Athelqueen        | Vereinigtes Königreich | 8.780             |                                          |
| Bachaquereo       | Vereinigtes Königreich | 4.890             |                                          |
| Baron Dechmont    | Vereinigtes Königreich | 3.675             |                                          |
| Barrwhin          | Vereinigtes Königreich | 4.998             |                                          |
| Benjamin Franklin | Norwegen               | 7.034             | am 19. Februar von U 103 versenkt (Lage) |
| Black Osprey      | Vereinigtes Königreich | 5.589             | am 18. Februar von U 96 versenkt (Lage)  |
| Boulderpool       | Vereinigtes Königreich | 4.805             |                                          |
| Conus             | Vereinigtes Königreich | 8.132             |                                          |
| Dan-Y-Bryn        | Vereinigtes Königreich | 5.117             |                                          |
| Edwy R Brown      | Vereinigtes Königreich | 10.445            | am 17. Februar von U 103 versenkt (Lage) |
| Empire Blanda     | Vereinigtes Königreich | 5.693             | am 18. Februar von U 69 versenkt         |
| Fontenac          | Norwegen               | 7.350             |                                          |
| Harmala           | Vereinigtes Königreich | 5.730             |                                          |
| Hercules          | Niederlande            | 2.370             |                                          |
| John P Pederson   | Norwegen               | 6.128             |                                          |
| Jolee             | Vereinigtes Königreich | 4.994             |                                          |
| Lord Byron        | Vereinigtes Königreich | 4.118             |                                          |
| Mosella           | Vereinigtes Königreich | 6.034             |                                          |
| Mount Rhodope     | Griechenland           | 5.182             |                                          |
| Ruckinge          | Vereinigtes Königreich | 2.869             |                                          |
| San Amado         | Vereinigtes Königreich | 7.316             |                                          |
| San Emiliano      | Vereinigtes Königreich | 8.071             |                                          |
| Solarium          | Vereinigtes Königreich | 6.239             |                                          |
| Taria             | Niederlande            | 10.354            |                                          |
| Tottenham         | Vereinigtes Königreich | 4.762             |                                          |
| Tresillian        | Vereinigtes Königreich | 4.743             |                                          |
| Westland          | Niederlande            | 5.888             |                                          |

## Verlauf
Aufgrund der eisigen Kälte in Verbindung mit orkanartigen Stürmen fielen einige der Schiffe aus dem Konvoi zurück oder mussten umkehren. So kehrten die Barrwhin, die Hercules, die Mount Rhodope und die Westland um. Das deutsche U-Boot U 103 sichtete am 17. Februar den zurückhängenden Tanker Edwy R Brown und versenkte ihn mit vier Torpedos. Der mit Petroleumprodukten beladene Tanker sank unter dem Verlust von allen 50 Besatzungsangehörigen. Am 18. Februar sah U 96 den Frachter Black Osprey hinter dem Konvoi fahrend und brachte sich in Schussposition. Der mit 4500 t Stahl und Zugmaschinen beladene Frachter sank nach einem Torpedotreffer, wobei 25 Besatzungsangehörige von 36 ums Leben kamen. Am 19. Februar versenkte U 103 den allein fahrenden  Frachter Benjamin Franklin mit einer Ladung aus 1200 t Zink, 1000 t Holzschliff und 300 t Blei sowie Stückgut. Das von zwei Torpedos getroffene Schiff sank unter Mitnahme von 29 der 36 Crewmitglieder. Zuletzt erreichte U 69 den Konvoi und versenkte mit einem Torpedo die Empire Blanda, die unter anderem auch Sprengstoff geladen hatte. Dabei kam die gesamte 40-köpfige Besatzung ums Leben. Insgesamt wurden vier Schiffe mit 28.771 BRT versenkt.